# Lobosceliana
Lobosceliana is een geslacht van rechtvleugeligen uit de familie Pamphagidae. De wetenschappelijke naam van dit geslacht is voor het eerst geldig gepubliceerd in 1958 door Dirsh.

## Soorten
Het geslacht Lobosceliana omvat de volgende soorten:
- Lobosceliana brevicornis Bolívar, 1915
- Lobosceliana cinerascens Stål, 1873
- Lobosceliana femoralis Walker, 1870
- Lobosceliana gilgilensis Bolívar, 1915
- Lobosceliana haploscelis Schaum, 1853
- Lobosceliana loboscelis Schaum, 1853
- Lobosceliana rugosipes Kirby, 1902
- Lobosceliana spectrum Saussure, 1887